# Ágios Dimítrios (ort i Grekland, Epirus)
Ágios Dimítrios är en ort i Grekland.   Den ligger i prefekturen Nomós Ártas och regionen Epirus, i den centrala delen av landet, 280 km nordväst om huvudstaden Aten. Ágios Dimítrios ligger 647 meter över havet och antalet invånare är 1 034.
Terrängen runt Ágios Dimítrios är bergig åt nordväst, men åt sydost är den kuperad.Runt Ágios Dimítrios är det glesbefolkat, med 13 invånare per kvadratkilometer. Närmaste större samhälle är Prámanta, 13,7 km norr om Ágios Dimítrios. I omgivningarna runt Ágios Dimítrios växer i huvudsak blandskog.